# Quattro Canti

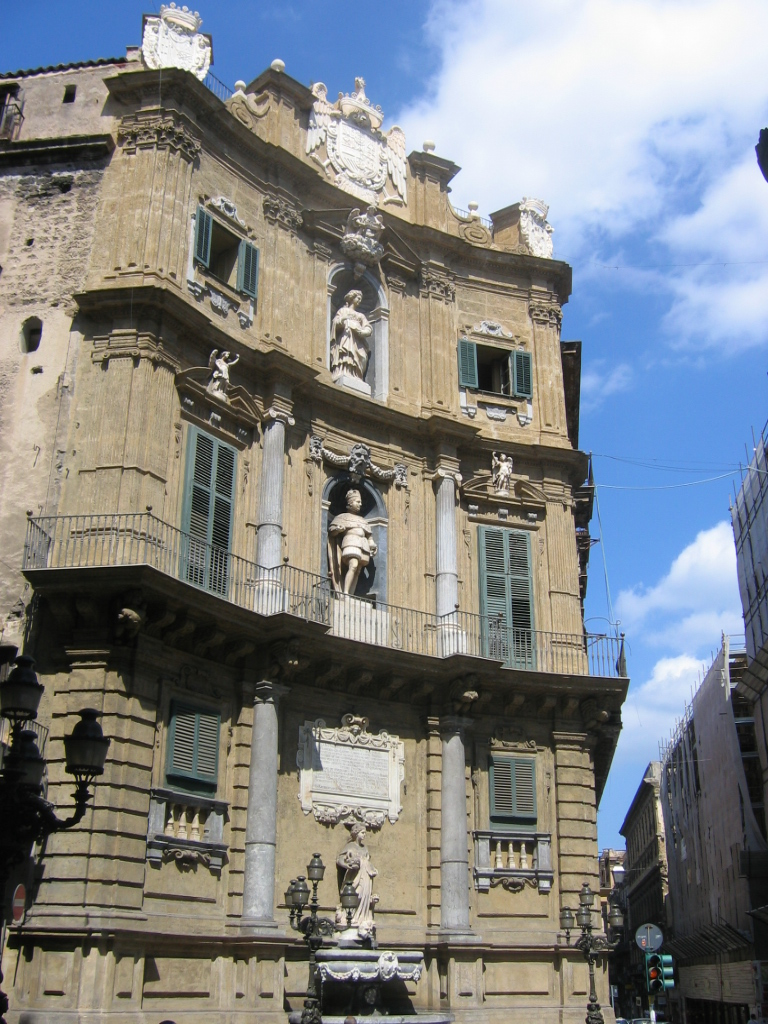
Husfasad vid Quattro Canti

Quattro Canti (officiellt Piazza Vigiliena) är en känd gatukorsning i barockstil i Palermo på ön Sicilien i Italien. I korsningen möts stadens två huvudgator: Corso Vittorio Emanuele och Via Maqueda.
Quattro Canti anlades i början av 1600-talet (invigd 1609) som en del av den nya stadsplanen där Palermo delades in i fyra delar, så kallade Mandamenti: Kalsa, Albergheria, Capo och Loggia. Quattro Canti är uppdelningens mittpunkt och piazzan är rundad av de fyra hörnbyggnadernas konkava fasader. 
Fasaderna är tredelade och smyckade med klassiska kolonner i dorisk, jonisk ock korintisk stil, fontäner samt tre statyer var föreställande årstiderna, Siciliens fyra spanska kungar och de fyra Mandamentis skyddshelgon: Cristina, Ninfa, Olivia och Agata.